# Neues Rathaus Brehna

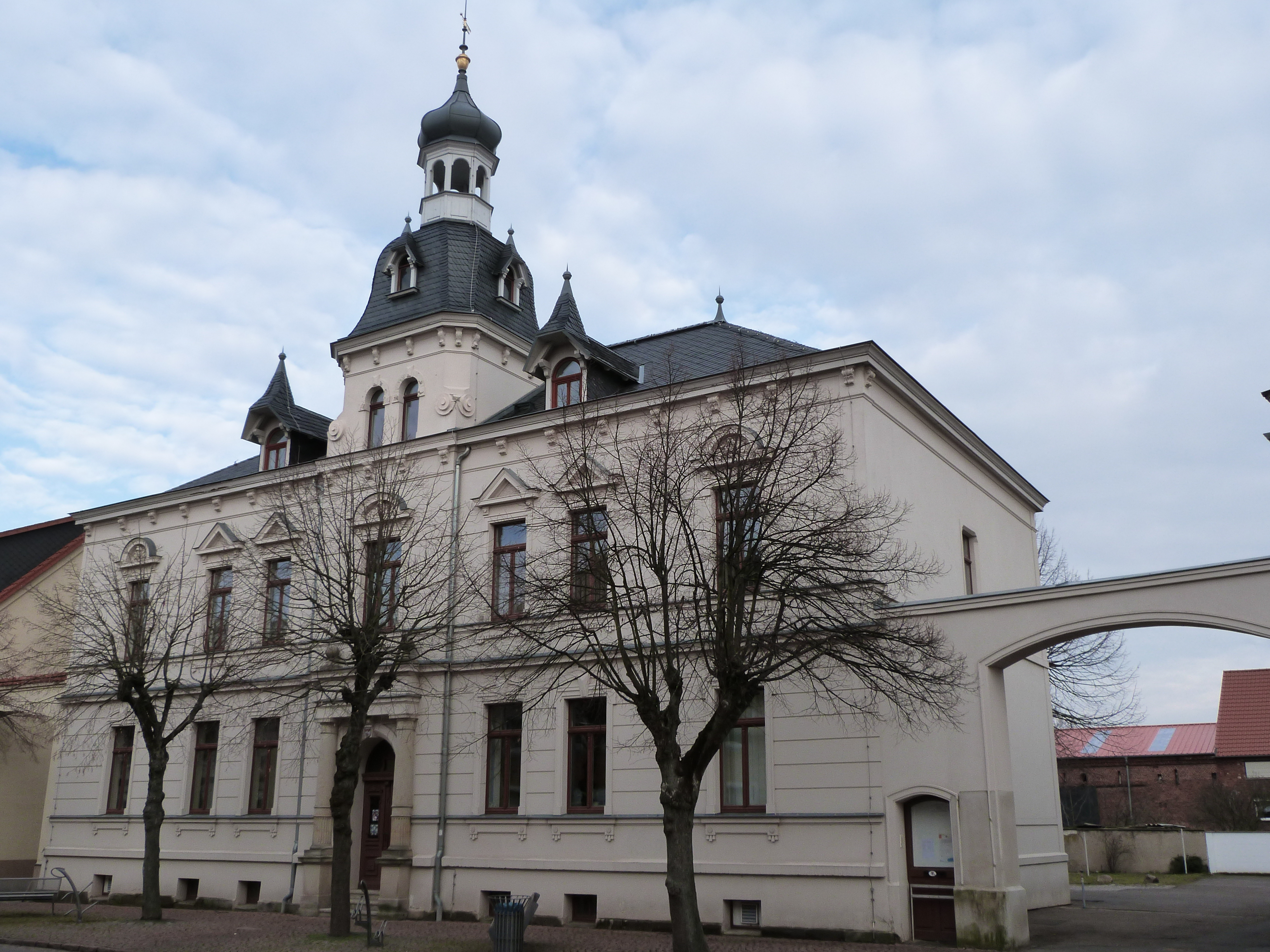
Neues Rathaus Brehna

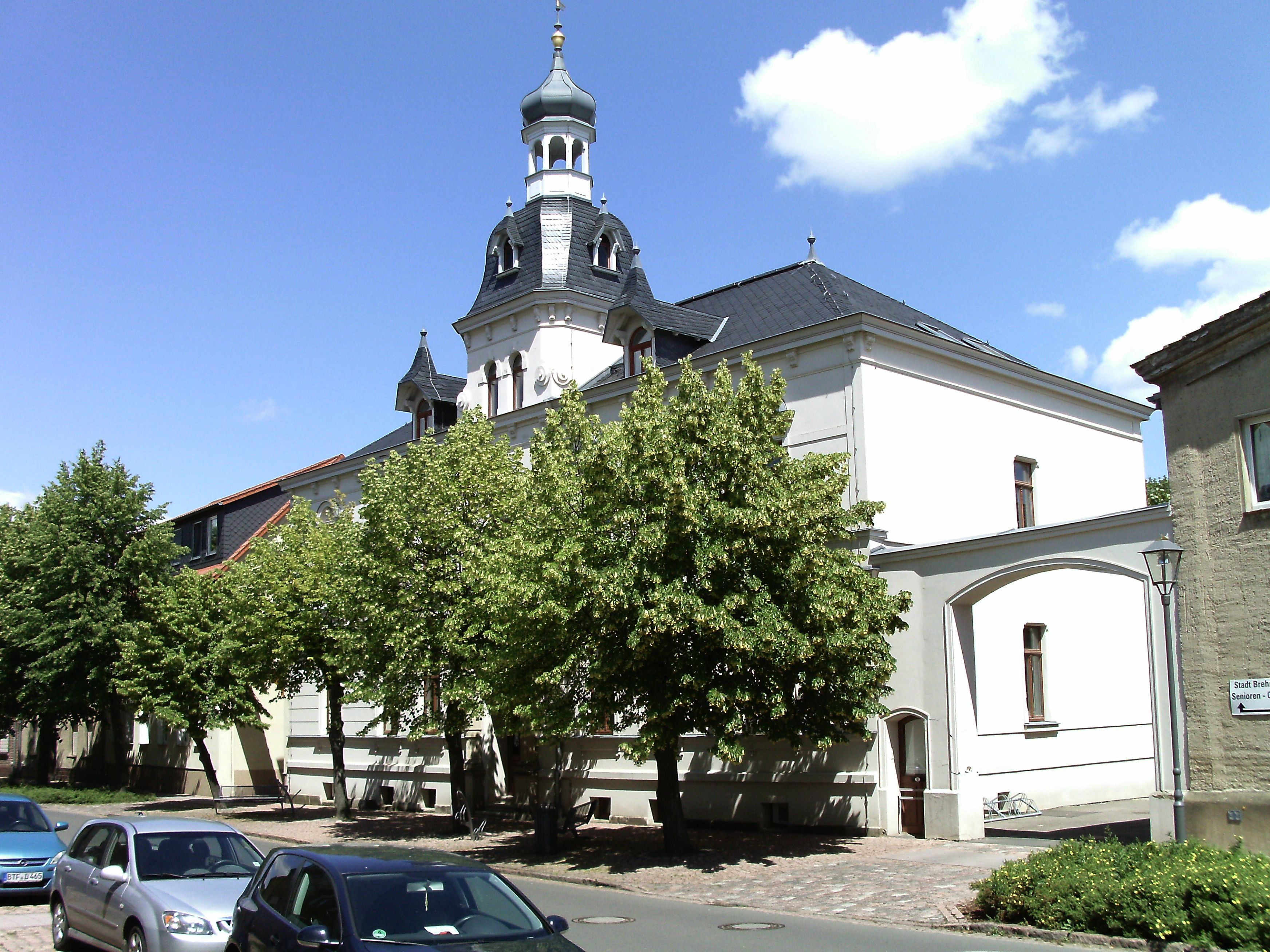
Neues Rathaus Brehna

Das Neue Rathaus von Brehna ist ein Baudenkmal in der Stadt Sandersdorf-Brehna im Landkreis Anhalt-Bitterfeld in Sachsen-Anhalt.
Während das Alte Rathaus von Brehna im Nordbereich des Marktes steht, ist das Neue Rathaus der im Jahr 1274 zur Stadt erhobenen Ortschaft weiter nördlich in der Bitterfelder Straße zu finden. 1898 als Herrenhaus des Gutes von Karl Friedrich Kitzing errichtet, ist es wesentlich dominanter als sein Vorgängerbau gestaltet. Neben dem markanten Dachturm mit geschweifter Haube und Laterne fällt vor allem das Portal ins Auge, das von Säulen flankiert ist.
Das denkmalgeschützte Gebäude beherbergt heute u. a. ein Bürgerbüro und eine Außenstelle des Standesamtes der Stadt Sandersdorf-Brehna und trägt im Denkmalverzeichnis die Erfassungsnummer 094 96239.